# Bojan Djordjic
Bojan Djordjic (Belgrado, 6 februari 1982) is een Zweeds-Servisch voormalig profvoetballer die als middenvelder speelt.
Op driejarige leeftijd kwam hij in Zweden omdat zijn vader Ranko Djordjic bij IFK Norrköping ging spelen.
Hij debuteerde bij IF Brommapojkarna en werd in 1999 door Manchester United FC gecontracteerd. Hij zou daar twee wedstrijden spelen maar werd ook driemaal verhuurd (aan Sheffield Wednesday FC Aarhus GF en Rode Ster Belgrado) voor zijn contract afliep. Djordjic vervolgde zijn loopbaan bij Rangers FC en kwam tussen 2005 en 2010 veel aan spelen toe bij Plymouth Argyle FC en AIK Fotboll. Korte periodes bij Videoton FC, Blackpool FC en Royal Antwerp FC waren vervolgens niet succesvol en Djordjic keerde in 2012 terug bij IF Brommapojkarna. In 2014 kwam hij uit voor Vasalunds IF en aan het einde van het jaar voor Chennaiyin FC in India.
Hierna ging Djordic zich op televisiewerk richten. Hij is actief als voetbalcommentator en interviewer. Ook traint hij amateurclub Rinkeby United. Hij was Zweeds jeugdinternational.